# Washington Aguerre
Washington Omar Aguerre Lima (Artigas, 23 aprile 1993) è un calciatore uruguaiano, portiere dell'Independiente Medellín.

## Carriera

### Club
Cresciuto nelle giovanili del Peñarol, ha esordito il 21 agosto 2014 in occasione del match vinto 2-0 contro il Tacuarembó.
Il 10 ottobre 2019, con la maglia del Cerro Largo, ha segnato la rete dell'1-0 nell'incontro contro il Cerro con un calcio di punizione davanti alla propria area che ha colto di sorpresa la difesa avversaria.

### Nazionale
Con la nazionale Under-20 uruguaiana ha disputato il campionato sudamericano 2013 ed il campionato mondiale 2013.

## Palmarès

### Club

#### Competizioni nazionali
- Segunda División uruguaiana: 1

Cerro Largo: 2018
- Campionato uruguaiano: 1

Peñarol: 2024